# Elezioni presidenziali negli Stati Uniti d'America del 1968
Le elezioni presidenziali negli Stati Uniti d'America del 1968 si svolsero il 5 novembre. La sfida oppose l'ex vicepresidente repubblicano Richard Nixon, già in corsa alle presidenziali del 1960, e il candidato democratico Hubert Humphrey.
In campagna elettorale, il senatore Robert F. Kennedy (probabile candidato alla presidenza per i democratici) era stato assassinato a Los Angeles (6 giugno 1968). Ciò privò Nixon d'un avversario temibile. Il presidente uscente Lyndon Johnson rifiutò di proporsi per un secondo mandato intero, a causa della situazione disastrosa della guerra del Vietnam. La vittoria di Nixon, in termini di voto popolare, risultò una delle più strette di sempre. Le elezioni furono caratterizzate dal rilevante risultato di un terzo candidato, l'ex governatore democratico dell'Alabama George Wallace, sostenitore populista della segregazione razziale e candidato con il Partito Indipendente Americano. Da allora, nessun altro candidato diverso da quelli democratici e da quelli repubblicani riuscì ad ottenere i voti dei grandi elettori di un intero Stato.

## Risultati
| Candidati            | Candidati                | Partiti                                       | Voti       | %     | Delegati |
| Presidente           | Vicepresidente           | Partiti                                       | Voti       | %     | Delegati |
| -------------------- | ------------------------ | --------------------------------------------- | ---------- | ----- | -------- |
| Richard Nixon (NY)   | Spiro Agnew (MD)         | Partito Repubblicano                          | 31 783 783 | 43,42 | 301      |
| Hubert Humphrey (MN) | Edmund Muskie (ME)       | Partito Democratico                           | 31 271 839 | 42,72 | 191      |
| George Wallace (AL)  | Curtis LeMay (CA)        | Partito Indipendente Americano                | 9 901 118  | 13,53 | 46       |
| Henning Blomen       | George Taylor            | Socialist Labor Party of America              | 52 589     | 0,07  | –        |
| Dick Gregory         | Mark Lane                | Peace and Freedom Party                       | 47 149     | 0,06  | –        |
| Fred Halstead        | Paul Boutelle            | Partito Socialista dei Lavoratori             | 41 396     | 0,06  | –        |
| Eldridge Cleaver     | Judith Mage              | Peace and Freedom Party                       | 36 571     | 0,05  | –        |
| Eugene McCarthy      | Diversi da stato a stato | Indipendente                                  | 25 634     | 0,04  | –        |
| E. Harold Munn       | Rolland Fisher           | Partito Proibizionista                        | 15 123     | 0,02  | –        |
| Ventura Chavez       | Adelico Moya             | People's Constitutional Party                 | 1 519      | 0,00  | –        |
| Charlene Mitchell    | Michael Zagarell         | Partito Comunista degli Stati Uniti d'America | 1 077      | 0,00  | –        |
| Kirby Hensley        | Roscoe MacKenna          | Universal Party                               | 142        | 0,00  | –        |
| Write-ins            | -                        | -                                             | 9 629      | 0,01  | –        |
| Nessun candidato     | -                        | -                                             | 12 430     | 0,02  | –        |
| Totale               | Totale                   | Totale                                        | 73 199 999 | 100   | 538      |

| Richard Nixon   |  | 43,42% |
| Hubert Humphrey |  | 42,72% |
| George Wallace  |  | 13,53% |
| Altri           |  | 0,33%  |

     Nixon (301)
     Humphrey (191)
     Wallace (46)